# 磷酸甘油酸激酶
磷酸甘油酸激酶（英語：Phosphoglycerate kinase，简称PGK），EC 2.7.2.3，PGK 1是一种酶，可催化磷酸基团从1,3-二磷酸甘油酸（1,3-BPG） 到二磷酸腺苷（ADP）的可逆转移，产生3-磷酸甘油酸（3-PG）和三磷酸腺苷（ATP）：
1,3-二磷酸甘油酸 + ADP ⇌ 3-磷酸甘油酸 + ATP
与所有激酶一样，它是一种轉移酶。 PGK是糖酵解中使用的主要酶，位于糖酵解途径的第一个ATP生成步骤中。 在糖异生中，PGK催化的反应向相反方向进行，生成二磷酸腺苷（ADP）和1,3-二磷酸甘油酸（1,3-BPG）。
在人类中，迄今为止已鉴定出两种PGK同工酶： PGK1和PGK2。 这些同工酶具有87-88% 相同的氨基酸序列同一性，尽管它们在结构和功能上相似，但它们具有不同的定位：PGK2由常染色体基因编码，是减数分裂和减数分裂后生精细胞所独有的，而PGK1在X染色体上编码，在所有细胞中普遍表达。 

## 生物学功能
PGK 作为糖酵解中两种 ATP 生成酶之一存在于所有生物体中。 在糖异生途径中，PGK 催化逆反应。 在生化标准条件下，有利于糖酵解方向。 
在光合生物的卡尔文循环中，PGK 催化 3-PG 磷酸化，产生 1,3-BPG 和 ADP，作为再生1,5-二磷酸核酮糖反应的一部分。
据报道，PGK 对纤溶酶表现出硫醇还原酶活性，导致血管抑制素形成，从而抑制血管生成和肿瘤生长。 该酶还被证明参与哺乳动物细胞核中的DNA 复制和修复。 
人类同工酶 PGK2 仅在精子发生过程中表达，已被证明对小鼠精子功能至关重要。 

## 结构

### 概述
PGK 存在于所有生物体中，其序列在整个进化过程中高度保守。 该酶以 415 个残基单体形式存在，包含两个几乎相等大小的结构域，分别对应于蛋白质的 N 端和 C 端。  3-磷酸甘油酸 (3-PG) 与 N 端结合，而核苷酸底物 MgATP 或 MgADP 与酶的 C 端结构域结合。 这种扩展的两域结构与大规模的“铰链弯曲”构象变化相关，类似于己糖激酶中发现的变化。  该蛋白质的两个结构域被裂缝分开并由两个α螺旋连接。  每个结构域的核心是一个被 α 螺旋包围的 6 链平行β 片层。 这两个叶能够独立折叠，这与折叠路径上存在单个结构域折叠的中间体一致。   尽管任一底物的结合都会引发构象变化，但只有通过两种底物的结合才会发生结构域闭合，从而导致磷酸基团的转移。 
该酶倾向于以开放构象存在，具有短时间的闭合和催化作用，这允许底物和产物通过结合位点快速扩散； PGK 的开放构象由于结构域闭合时蛋白质疏水区域的暴露而更加构象稳定。 

### 镁的作用
镁离子通常与 PGK 的核苷酸底物磷酸基团络合。 众所周知，在没有镁的情况下，不会发生酶活性。  二价金属协助酶配体屏蔽结合的磷酸基团的负电荷，从而发生亲核攻击；这种电荷稳定是磷酸转移反应的典型特征。  据推测，当 PGK 结合两种底物时，离子也可能促进结构域闭合。 

## 疾病相关性
磷酸甘油酸激酶 (PGK) 缺陷是一种 X 连锁隐性遗传特征，与人类溶血性贫血、精神障碍和肌病相关，  根据形式 - 存在溶血形式和肌病形式。  由于该性状是 X 连锁的，因此通常在具有一条 X 染色体的男性中完全表达；受影响的女性通常无症状。   这种情况是由 Pgk1（编码 PGK1 的基因）突变引起的，目前已发现 20 种突变。   在分子水平上，Pgk1 的突变会损害热稳定性并抑制酶的催化活性。  PGK 是直接糖酵解途径中唯一由 X 连锁基因编码的酶。 在溶血性贫血的情况下，红细胞中会出现 PGK 缺乏。 目前，尚无针对 PGK 缺乏症的明确治疗方法。 
PGK1过度表达与胃癌有关，并且已发现其在体外会增加胃癌细胞的侵袭性。  该酶由肿瘤细胞分泌，参与血管生成过程，导致血管抑制素的释放，抑制肿瘤血管生长。 
由于其对核苷酸底物的广泛特异性，已知 PGK 参与基于核苷酸的HIV抗逆转录病毒药物的磷酸化和激活。  

## 作用机制

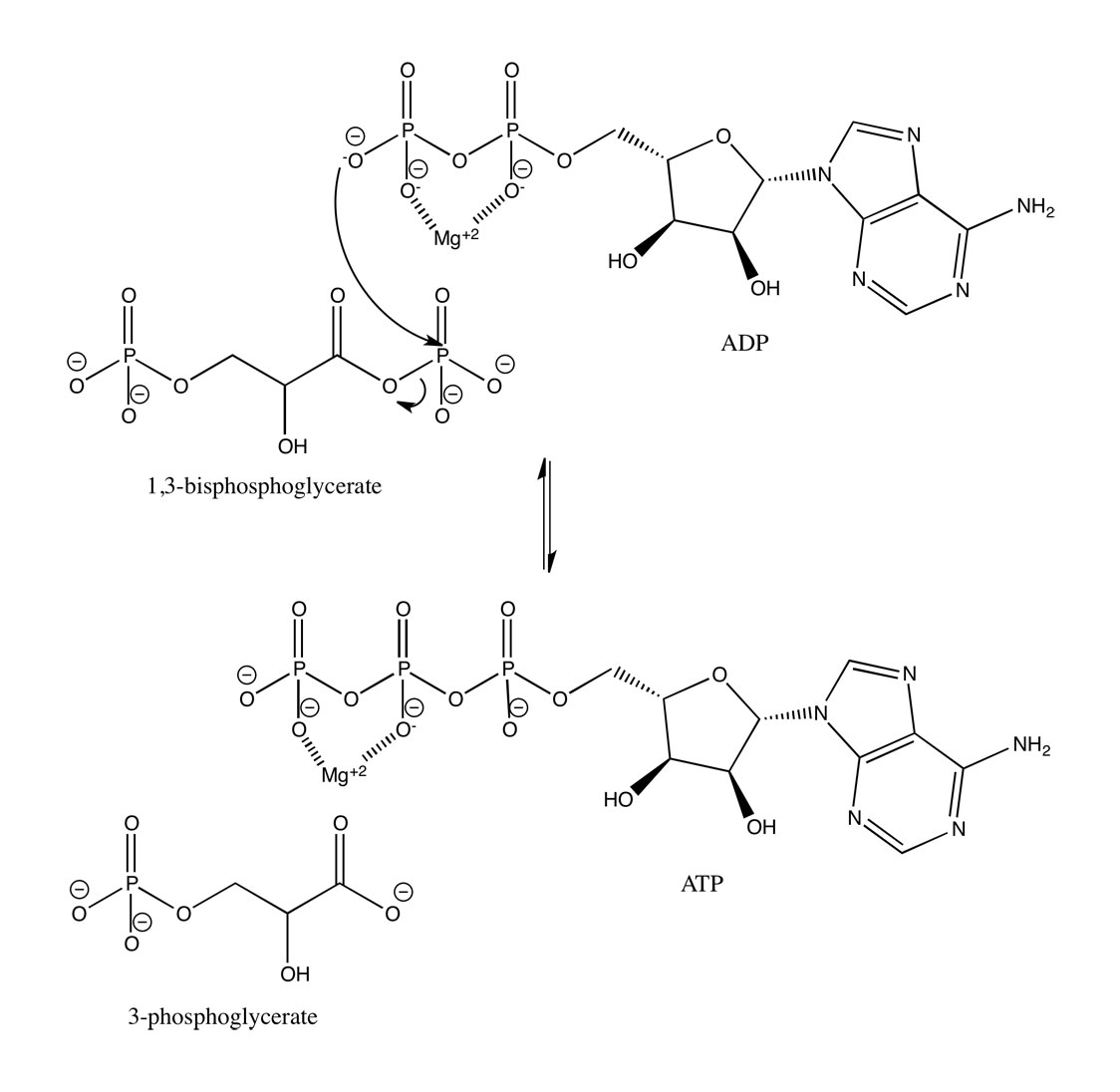
糖酵解中的磷酸甘油酸激酶机制。

没有任何底物结合，PGK 以“开放”构象存在。 当丙糖和核苷酸底物分别与N端和C端结构域结合后，会发生广泛的铰链弯曲运动，使结构域及其结合的底物非常接近并导致“闭合”构象。  然后，在正向糖酵解反应的情况下，ADP 的 β-磷酸盐引发对 1,3-BPG 的 1-磷酸盐的亲核攻击。 酶上的 Lys219 将磷酸基团引导至底物。
PGK 通过电荷稳定的过渡态进行，该过渡态有利于封闭酶中结合底物的排列，因为在过渡态中，所有三个磷酸氧都被配体稳定，而不是在初始结合态中只有两个稳定的氧。 
在糖酵解途径中， 1,3-BPG是磷酸盐供体，具有较高的磷酰基转移潜力。 PGK 催化磷酸基团从 1,3-BPG 转移到 ADP，powerATP
前面的糖酵解步骤的碳氧化反应（将甘油醛3-磷酸转化为3-磷酸甘油酸）。

## 人类同工酶
| 磷酸甘油酸激酶 1         | 磷酸甘油酸激酶 1 |
| 識別                     | 識別             |
| ------------------------ | ---------------- |
| 符號                     | PGK1             |
| Entrez                   | 5230             |
| 国际人类基因组组织       | 8896             |
| 人類孟德爾遺傳學         | 311800           |
| 美国国家生物技术信息中心 | NM_000291        |
| UniProt                  | P00558           |
| 其他資料                 |                  |
| EC編號                   | 2.7.2.3          |
| 基因座                   | X q13.3          |

| 磷酸甘油酸激酶 2         | 磷酸甘油酸激酶 2 |
| 識別                     | 識別             |
| ------------------------ | ---------------- |
| 符號                     | PGK2             |
| Entrez                   | 5232             |
| 国际人类基因组组织       | 8898             |
| 人類孟德爾遺傳學         | 172270           |
| 美国国家生物技术信息中心 | NM_138733        |
| UniProt                  | P07205           |
| 其他資料                 |                  |
| EC編號                   | 2.7.2.3          |
| 基因座                   | 6 p21-q12        |